# Coccothrinax hioramii
Coccothrinax hioramii är en enhjärtbladig växtart som beskrevs av Leon. Coccothrinax hioramii ingår i släktet Coccothrinax och familjen Arecaceae. Inga underarter finns listade i Catalogue of Life.